# Johann Friedrich Richter (Kunstsammler)

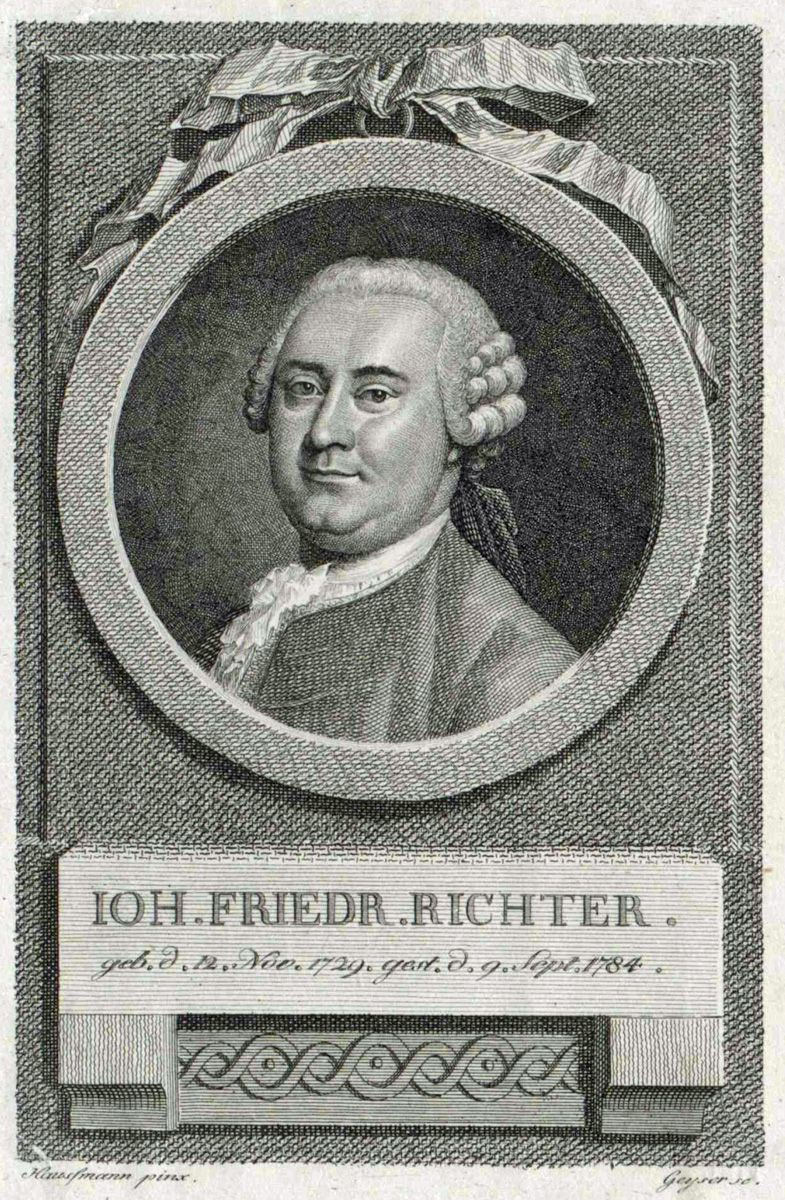
Johann Friedrich Richter. Kupferstich von Christian Gottlieb Geyser (1742–1803) nach einem Gemälde von Elias Gottlob Haußmann (1695–1774)

Johann Friedrich Richter  (* 12. November 1729 in Leipzig; † 9. September 1784 ebenda) war ein deutscher Bankier, Kauf- und Handelsmann sowie Kunst- und Altertumssammler.

## Leben
Er war einer der Söhne des finanzkräftigen Leipziger Kauf- und Handelsherrn Johann Zacharias Richter und wurde Bankier, Kauf- und Handelsmann in Leipzig. Sein Vater hatte im 1745 erworbenen Bosehaus in Leipzig eine große Kunstsammlung aufgebaut, die bei dessen Tod etwa 400 Gemälde, darunter Werke von Rubens, Rembrandt und Tizian, über 1000 Handzeichnungen und mehrere Tausend Kupferstiche umfasste. Sein älterer Bruder Johann Thomas Richter übernahm 1764 diese Sammlung, machte sie der Öffentlichkeit zugänglich und vergrößerte sie.
Da Johann Thomas Richter keine Kinder hinterließ, fiel sein Besitz inklusive der Sammlung 1773 an Johann Friedrich Richter, der die Sammlung noch knapp 10 Jahre zusammenhielt, dann jedoch die Versteigerung der Grafiken veranlasste. Dazu ließ er 1782 durch Christian Friedrich Hecht das Verzeichniß von historischen, geographischen, topographischen, Kunst und Alterthümer betreffenden Büchern, Landkarten, ingleichen Mineralien, Conchylien und Versteinerungen, welche von dem verstorbenen Herrn Cammerrath Joh Thomas Richter gesammelt worden sind u. vom 24. März 1783 [...] verauctioniret werden sollen erstellen. 
Am Erlös der Auktion konnte er sich jedoch nur kurz erfreuen, da er bereits im darauffolgenden Jahr starb. Aus Mangel an eigenen Kindern setzte er kurz vor dem Tod testamentarisch seine Witwe Susanna Elisabeth Richter geb. Richter als Universalerbin ein. Zu Lebzeiten behielt sie den Rest der Richterschen Sammlung zusammen und vermachte nach ihrem Tod 1806 erhebliche Geldsummen gemeinnützigen Zwecken. Erst deren Erben verkauften 1810 auch die bedeutende Gemäldesammlung.
Richter besaß mit seinem älteren Bruder die beiden Rittergüter Gotha und Kossen im Amt Eilenburg.